# Nabil el-Khoury
Nabil Melhem el-Khoury (arabisch نبيل الخوري; * 5. April 1941 in Mtayleh, Libanon) ist ein libanesischer Philosoph und emeritierter Professor für Philosophie an der Libanesischen Universität in Beirut. Seine Forschungsschwerpunkte liegen im Bereich Philosophie der Aufklärung, Christlicher Orient und christlich-islamischer Dialog.
Als erstem Nichteuropäer wurde ihm gemeinsam mit Mario de França Miranda 2015 der Joseph-Ratzinger-Preis für seine wissenschaftliche Arbeit verliehen. Übersetzungen ins Arabische, u. a. der Werke Joseph Ratzingers, Goethes Faust II und Texte von Kant machen ihn zu einem wichtigen Vertreter deutschen Kulturgutes in der arabischen Welt.

## Leben
Nabil el-Khoury wuchs als ältestes von neun Kindern in einem christlich-drusischen Dorf im Chouf-Gebirge auf. Mit zwölf Jahren kam er als begabter Schüler auf das Jesuiten-Internat in Ghazir. Daraufhin studierte er Philosophie und Theologie an der Université Saint-Joseph, Beirut, u. a. bei Peter Hans Kolvenbach, Pater Sélim Abou und Abdo Khalifé, und schloss 1965 mit Lizenz in Philosophie ab. Früh engagierte er sich für eine Verbesserung der Lebensumstände in seinem heimatlichen Dorf. So errichtete er mit Unterstützung von Imam Musa as-Sadr ein Zentrum für medizinische Gesundheitsversorgung.
Im Jahre 1965 begann er ein Studium an der Pontificia Università Urbaniana di Roma, wo Cornelio Fabro und Antonio Piolanti zu seinen Lehrern zählten und er 1967 ein Diplom in Theologie erhielt. Den Fortgang seiner Studien vollzog er an den Universitäten Tübingen und Regensburg, wo er Philosophie, Theologie, Politikwissenschaft, Christlicher Orient und Linguistik studierte. Zu den namhaften seiner Lehrer gehörten in dieser Zeit Ernst Bloch, Josef Simon, Joseph Ratzinger und Alexander Böhlig. 1973 wurde er in Tübingen bei Walter Schulz mit der Dissertationsschrift „Die Interpretation der Welt bei Ephraem dem Syrer“ promoviert.
Von 1974 bis 1977 widmete er sich postdoktoralen Studien bei Paul Ricoeur über das Thema „Problèmes d’herméneutique: l’exemple du Liban“ an der Sorbonne, Paris, arbeitete an der Bayerischen Akademie der Wissenschaften, München, mit Hermann Krings, Xavier Tilliette, Walter Schulz, Hans Michael Baumgartner und Wilhelm G. Jacobs an der historisch-kritischen Schelling-Ausgabe und habilitierte an der Ludwig-Maximilians-Universität München mit dem Werk „Vernunft und Staat bei Hegel“, das auch als Appell an den im Bürgerkrieg versunkenen Staat Libanon gedacht war.
Ab 1977 hatte el-Khoury einen Lehrstuhl für Philosophie an der Libanesischen Universität inne und zahlreiche Gastprofessuren an den Universitäten Tübingen, Eichstätt, Mainz, Freiburg und Salzburg. Seit 2005 ist er im Ruhestand.

## Schriften
- Jesus von Nazareth / Joseph Ratzinger (Benedikt XVI.). Arabische Übers. u. Einleitung von Nabil el-Khoury. 3 Vol. Librairie Pauliste de Jounieh. 2016, ISBN 978-9953-0-3152-1.[4]
- Letzte Gespräche / Joseph Ratzinger (Benedikt XVI.). Arabische Übers. u. Einleitung von Nabil el-Khoury. Librairie Pauliste de Jounieh. 2018, ISBN 978-9953-0-4284-8.[5]
- Einführung in das Christentum / Joseph Ratzinger mit Einführung von Patriarch Ignatius IV. Arabische Übers. und Hrsg. von Nabil el-Khoury. Beirut, 1994
- Lebendige Überlieferung: Prozesse der Annäherung und Auslegung; Festschrift für Hermann-Josef Vogt zum 60. Geburtstag, Friedrich-Rückert-Verlag / Schwaben-Verlag, Beirut / Ostfildern, 1993, ISBN 978-3-7966-0715-8.
- Vernunft und Staat bei Hegel. Dt.-Arab. Verlag, Beirut, 1989[6]
- Idee zu einer allgemeinen Geschichte in weltbürgerlicher Absicht / Immanuel Kant. Arabische Übers. u. Einleitung von Nabil el-Khoury. Dt-Arab. Verlag, Beirut, 1989. DNB 900518200
- Zum ewigen Frieden / Immanuel Kant. Arabische Übers. u. Einleitung von Nabil el-Khoury. Dt-Arab. Verlag, Beirut, 1985
- Die Interpretation der Welt bei Ephraem dem Syrer : Beitr. zur Geistesgeschichte. Matthias-Grünewald-Verlag, Mainz, 1976, ISBN 978-3-7867-0510-9.